# Neohydatothrips tissoti
Neohydatothrips tissoti är en insektsart som först beskrevs av Watson 1937.  Neohydatothrips tissoti ingår i släktet Neohydatothrips och familjen smaltripsar. Inga underarter finns listade i Catalogue of Life.